# Déjà Vu (programari)
Déjà Vu és una eina de traducció assistida per ordinador que té interfície pròpia.
Atril és la companyia encarregada del desenvolupament, màrqueting i comercialització d'aquesta eina de traducció assistida per ordinador (TAO), la qual té la seu central a París (França).
La versió més important del seu programari és Déjà Vu X3, realitzada el febrer de 2014; la versió més recent Déjà Vu X3 9.0.706 es va treure al mercat el maig de 2014.

## Història
La primera versió de Déjà Vu es va llançar al mercat l'any 1993 i utilitzava la interfície de Microsoft.Word. L'any 1996 això va canviar i va passar a disposar de la seva pròpia interfície.
El 2004, el seu fundador Emilio Benito va morir i el seu fill, Daniel Benito, Cap de I+D i cofundador de Déjà Vu, va continuar dirigint la companyia. El març de 2009, PowerLing es va convertir en distribuïdor exclusiu de Déjà Vu a Alemanya, Austria i Suïssa. Va continuar l'expansió a França, els Països Baixos, Bèlgica i Luxemburg a l'abril, i al Regne Unit, Irlanda, Estats Units i Canadà, el juliol següent. El gener de 2011, Powerling va augmentar el seu capital a ATRIL, prenent així el control de la companyia.
Déjà Vu ha sigut una de les eines TAO Traducció assistida per ordinador més importants durant molts anys junt a SDL Trados, Wordfast i altres.

## Versions
Aquest programa s'ha anat desenvolupant contínuament. La versió anterior de Déjà Vu X2 oferia un total d'onze versions actualitzades i gratuïtes amb noves aplicacions i ajustaments. L'última versió és Déjà Vu X3 9.0.698.

## Sistemes operatius compatibles
Déjà Vu pot processar molts diferents formats d'arxiu: Microsoft Office (Word, Excel, Powerpoint, funcions incloses, i Access), Help Contents (CNT), FrameMaker (MIF), PageMaker, QuarkXPress, QuickSilver/Interleaf ASCII, Java Properties (.properties), HTML, HTML Help, XML, RC, C/Java/C++, IBM TM/2, Trados Workbench, Trados BIF (old TagEditor), Trados TagEditor, JavaScript, VBScript, ODBC, TMX, EBU, InDesign (TXT, ITD, INX, IDML), GNU GetText (PO/POT), OpenOffice, OpenDocument SDLX (ITD), ResX, XLIFF (XLF, XLIF, XLIFF, MQXLIFF, SDLXLIFF segmentat i no segmentat), Visio (VDX), PDF, Transit NXT PPF, WordFast Pro TXML.